# Centre Peres per la Pau
El Centre Peres per la Pau (en àrab: مركز بيرس للسلام) (en hebreu: מרכז פרס לשלום) (en anglès: Peres Center for Peace) és una organització no governamental independent fundada el 1996 pel Nobel de la Pau i actual president d'Israel, Ximon Peres amb seu a Jaffa, Israel. El seu objectiu és promoure la visió de Peres a l'Orient Mitjà, que els diversos col·lectius existents treballin junts per construir la pau a través de la cooperació socioeconòmica, el desenvolupament i la interacció entre persones.

## Missió
El Centre Peres per la Pau descriu la seva missió com "construir una infraestructura de pau i reconciliació pels pobles de l'Orient Mitjà, que promogui el desenvolupament socioeconòmic mentre s'avança en la cooperació i l'entesa mútua... Els programes estan dissenyats per potenciar que les poblacions d'aquesta regió participin activament en la construcció de la pau per tal d'avançar en la creació d'una pau real, efectiva i duradora"

## Premis
Per les seves activitats el Peres Center for Peace ha estat guardonat amb diversos premis entre ells:
- 2012 Premi d'or de les Nacions Unides (campanya relacions de sang)[3]
- 2010 Premi Wingate a la millor ONG en el camp de la pau i l'esport.[4]
- 2010 Premi Aixoka per al millor empreniment empresarial.
- 2010 Premi de la pau i l'esport (Mònaco).[5]
- 2010 Premi del Fòrum Global de l'Esport de Barcelona per al millor projecte.